# Xabier Lapitz
Xabier Lapitz González (Fuenterrabía, Guipúzcoa, 9 de diciembre de 1965) es un periodista, locutor de radio y presentador de televisión español, subdirector del periódico Deia y presentador del programa En jake de Euskal Telebista.

## Carrera profesional
Se licenció en Ciencias de la Información y de la Comunicación (Periodismo) en la Universidad de Navarra en 1988.
Comenzó su andadura profesional como redactor de emisión de radio en la emisora de radio Cadena SER, pasando después a la dirección de noticias del País Vasco. También trabajó como periodista en Colpisa y Servimedia.
En 1998 fue nombrado subdirector del periódico Deia, hasta el año 2001 que fue sucedido por Iñaki González. En 2001 comenzó el programa de radio "El Altavoz" en Radio Euskadi que se emitía a diario. En 2003 comenzó a emitir cada mañana el programa "Boulevard" también en Radio Euskadi. En 2009 se pasó a la radio Onda Vasca, donde fue el director y presentador del programa de radio "Egun on Euskadi".
Actualmente es presentador de televisión en Euskal Telebista, donde presenta y dirige desde el año 2015 a diario el programa "En Jake" emitido en ETB2, obteniendo muy buenos datos de audiencia.
También es columnista en los diarios del Grupo Noticias, en orain.eus, Deia, El Nacional, y otros.